# Caffrocrambus undilineatus
Caffrocrambus undilineatus là một loài bướm đêm trong họ Crambidae.